# Changchun WFC
Der Changchun Women’s Football Club ist ein chinesischer Frauenfußballverein mit Sitz in Changchun.

## Geschichte
Der Verein wurde im Jahr 2001 von der Volkswagen Excellent Holding Group Ltd. gegründet.
Die Mannschaft spielt seit mindestens der Saison 2015 in der Chinese Women’s Super League und landete hier zuletzt stets knapp hinter dem ersten oder dem zweiten Platz.

## Name
Der verwendete Name des Klubs unterlag bislang einem stetigen Wechsel:
- Changchun Volkswagen Real Estate (????–2021)
- Changchun Jiuyin Leasing (2022)
- Changchun Volkswagen Excellence (2023–heute)